# Trichoscypha bijuga
Espèce
Statut de conservation UICN

 NT  : Quasi menacé
Trichoscypha bijuga est une espèce de plantes à fleurs de la famille des Anacardiaceae et du genre Trichoscypha, observée en Afrique tropicale.

## Distribution
Elle a d'abord été considérée comme circonscrite à l'île de Bioko (Guinée équatoriale) et au mont Cameroun,qui, lui fait face au Cameroun, mais par la suite elle a été observée également en Côte d'Ivoire, au Ghana, en Guinée et au Liberia
Dans le sud-ouest du Cameroun elle a été vue à Likomba (Tiko) – où elle est probablement éteinte – et à Mabeta-Moliwe, également dans le département du Fako, où de nombreux spécimens ont été collectés en 1992.

## Habitat
On la trouve dans la forêt tropicale de basse altitude.

## Écologie
En 2000 elle était considérée comme en danger critique d'extinction (CR) sur la liste rouge de l'UICN, notamment du fait de la déforestation liée à la création de plantations. Cependant, depuis la découverte de nouvelles localisations, elle est classée comme « quasi menacée » (NT) en 2004.